# 古館車站
古館車站（日语：／ Furudate eki */?）是一由東日本旅客鐵道（JR東日本）所經營的鐵路車站，位於日本岩手縣紫波郡紫波町中島落合。古館是JR東日本東北本線沿線的一個車站，管轄上位於JR東日本盛岡支社的範圍之內，是個由盛岡車站管理，並委由JR東日本子公司Jaster（ジャスター）所經營的業務委託車站。

## 車站結構
對向式月台2面2線的地面車站。各月台以跨線天橋連接。

### 月台配置
| 月台 | 路線      | 方向 | 目的地     |
| ---- | --------- | ---- | ---------- |
| 1    | ■東北本線 | 上行 | 一之關方向 |
| 2    | ■東北本線 | 下行 | 盛岡方向   |

## 相鄰車站
東日本旅客鐵道
■東北本線
□快速「濱百合」「阿弖流為」
通過
■普通
紫波中央－古館－矢幅

## 外部連結
- （日語）古館車站（JR東日本） （页面存档备份，存于）